# Canton de Champagne-Mouton
Pour les articles homonymes, voir Canton de Champagne.
Le canton de Champagne-Mouton est une ancienne division administrative française, située dans le département de la Charente et la région Nouvelle-Aquitaine.

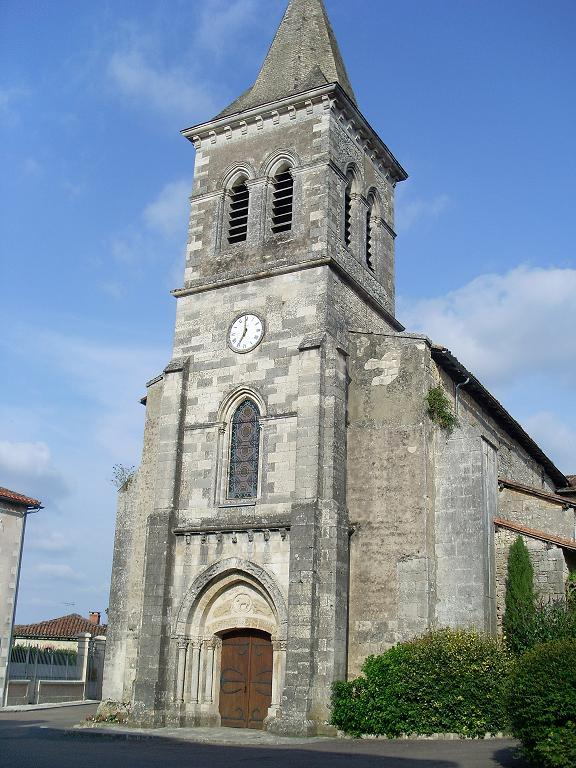
Église Saint-Michel
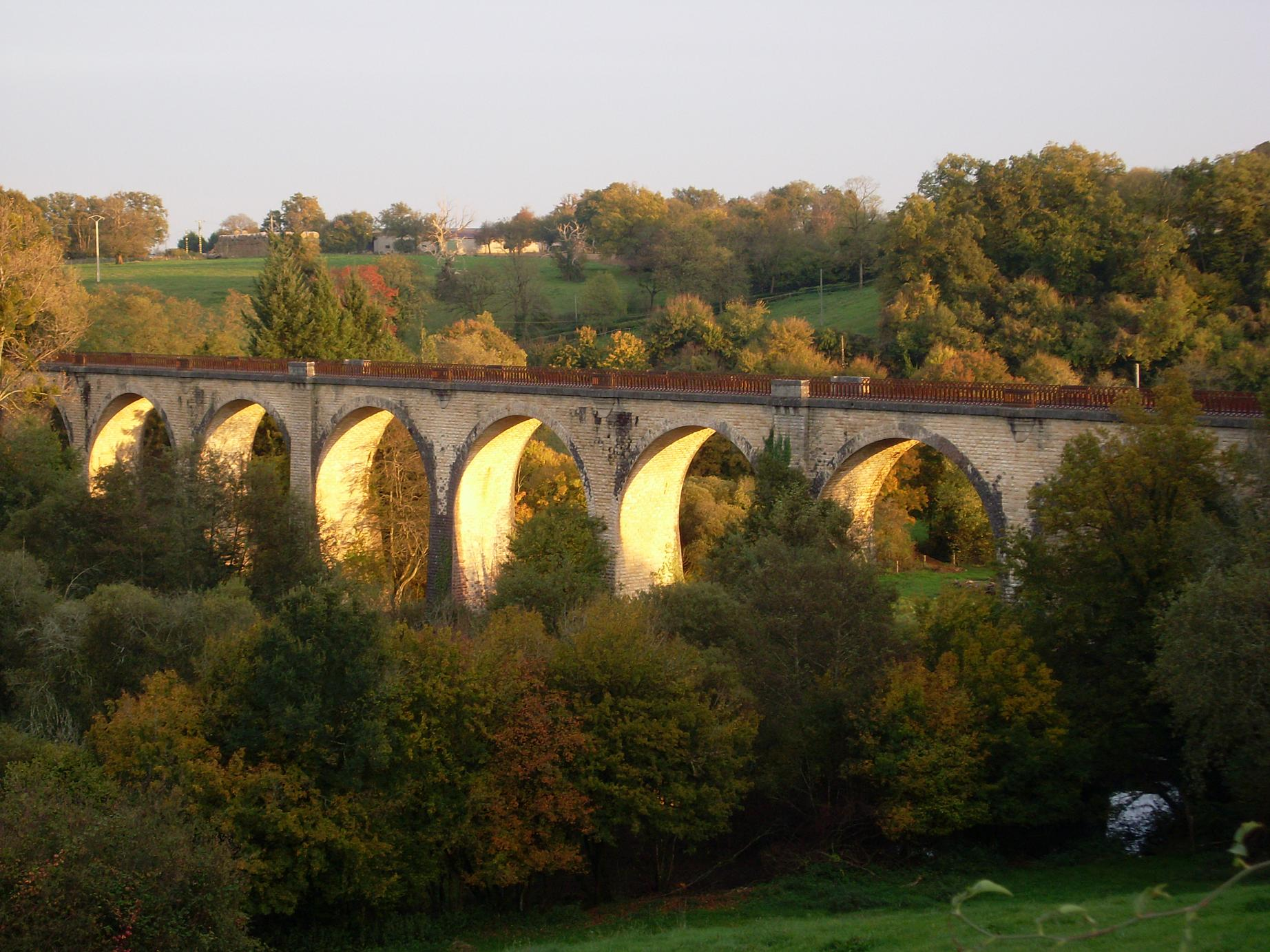
Le Viaduc de St Gervais
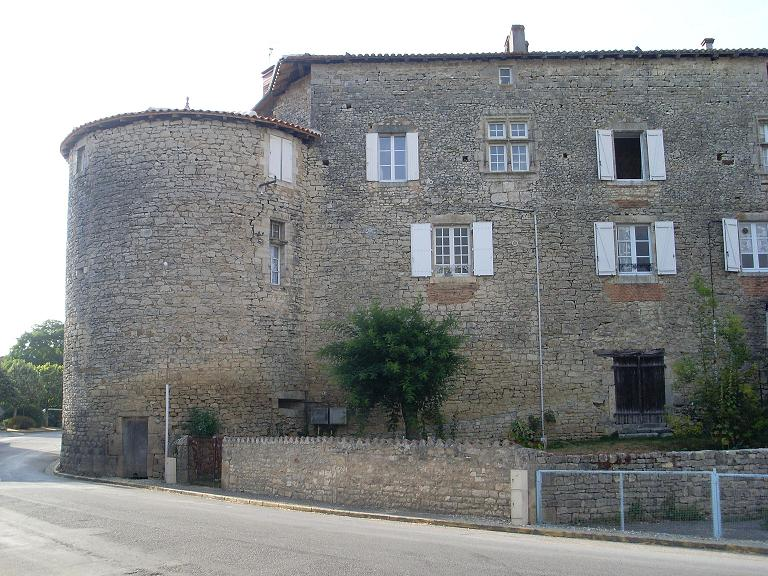
Le château de Champagne-Mouton

## Administration: conseillers généraux de 1833 à 2015
| Période | Période      | Identité                                                      | Étiquette   | Qualité |
| ------- | ------------ | ------------------------------------------------------------- | ----------- | --- |
| 1833    | 1862         | Pierre Louis Dumas de Champvallier                            |             | Ancien officier Maire de Champagne-Mouton (1831-1860) |
| 1862    | 1871         | Pascal Thabarin-Penot                                         |             | Maire de Benest, conseiller d'arrondissement |
| 1871    | 1875 (décès) | François Léon Loyzeau de Grandmaison                          |             | Propriétaire du château de Lavergne, maire d'Alloue, conseiller d'arrondissement |
| 1875    | 1892         | Léopold Jozeau-Marigné (gendre de P.L. Dumas de Champvallier) | Droite      | Propriétaire Maire de Champagne-Mouton (1870-1892) |
| 1892    | 1924 (décès) | Paul Mairat (gendre de L. Jozeau-Marigné)                     | Rad.        | Maire d'Alloue (1892-1900) Rédacteur du journal La Petite Charente Député (1906-1914 et 1919-1924) |
| 1924    | 1934 (décès) | Fernand Gervais                                               | Républicain | Minotier Maire de Saint-Coutant, conseiller d'arrondissement |
| 1934    | 1940         | Jacques Ménesplier-Lagrange                                   | URD         | Professeur d'histoire au lycée d'Angoulême Conseiller municipal de Champagne-Mouton Jacques Ménesplier-Lagrange sera nommé membre de la Commission administrative paritaire départementale en 1941 et conseiller départemental en 1943 |
|         |              |                                                               |             | |
| 1945    | 1951         | Germain Lavaud                                                | PCF         | Cultivateur Maire de Saint-Coutant (1939-1953) |
| 1951    | 1970         | Victor Lévêque                                                | Rad.-RGR    | Médecin Maire de Champagne-Mouton (1953-1970) |
| 1970    | 1994         | Jack Jouaron                                                  | RI puis RPR | Médecin Maire de Champagne-Mouton (1989-2001) |
| 1994    | 2015         | Gérard Desouhant                                              | DVG         | Professeur Maire de Champagne-Mouton (2001-2014) Premier Vice-Président du Conseil Général |

## Conseillers d'arrondissement (de 1833 à 1940)
| Période | Période      | Identité                                  | Étiquette                    | Qualité |
| ------- | ------------ | ----------------------------------------- | ---------------------------- | --- |
| 1833    |              | M. Laporte-Ladoume                        |                              | Propriétaire à Champagne-Mouton                                                                             |
|         |              |                                           |                              | |
| 1848    | 1861         | Pascal Thabarin-Penot                     |                              | Maire de Benest                                                                                             |
| 1861    | 1871         | François-Léon Loyzeau de Grandmaison      |                              | Propriétaire à Alloue                                                                                       |
|         |              |                                           |                              | |
| 1871    |              | M. Duveyrier de Boulzat                   |                              | |
| 1877    | 1883         | M. Perrin                                 | Républicain                  | |
| 1883    | 1886 (décès) | Alfred Loyzeau de Grandmaison (1847-1886) | Légitimiste                  | Propriétaire du Logis de La Vergne, maire d'Alloue                                                          |
| 1886    | 1901         | Daniel Marie Eugène Députier              | Droite monarchiste           | Propriétaire agriculteur à Alloue                                                                           |
| 1901    | 1907         | Jean Gervais                              | Républicain                  | Ancien receveur des contributions indirectes, propriétaire , conseiller municipal de Champagne-Mouton       |
| 1907    | 1913         | Louis Autellet                            | Droite                       | Propriétaire agriculteur, conseiller municipal d'Alloue                                                     |
| 1913    | 1919         | Germain Rouffaud                          | Républicain Bloc des gauches | Cultivateur, maire du Bouchage                                                                              |
| 1919    | 1925         | Fernand Gervais                           | Républicain                  | Minotier, maire de Saint-Coutant                                                                            |
| 1925    | 1940         | Pierre Morisset                           | Radical puis RG              | Propriétaire, maire d'Alloue                                                                                |
| 1940    |              |                                           |                              | Les conseils d'arrondissement ont été suspendus par la loi du 12 octobre 1940 et n'ont jamais été réactivés |

Sources : Journal "La Charente" https://gallica.bnf.fr/ark:/12148/cb32740226x/date&rk=21459;2.

## Composition
- Alloue
- Benest
- Le Bouchage
- Champagne-Mouton
- Chassiecq
- Saint-Coutant
- Turgon
- Le Vieux-Cérier

## Démographie
| 1962  | 1968  | 1975  | 1982  | 1990  | 1999  | 2006  | 2011  | 2012  |
| ----- | ----- | ----- | ----- | ----- | ----- | ----- | ----- | ----- |
| 4 329 | 3 903 | 3 415 | 3 114 | 2 928 | 2 697 | 2 653 | 2 624 | 2 593 |